# Brno-venkov (huyện)
Huyện Brno-venkov (tiếng Séc: Okres Brno-venkov) là một huyện (okres) nằm trong vùng Nam Moravia của Cộng hòa Séc. Huyện Brno-venkov có diện tích 1108 km², dân số năm 2002 là 161269 người. Thủ phủ huyện đóng ở Brno-venkov. Huyện này có 137 khu tự quản.

## Các khu tự quản
Huyện Brno-venkov có 137 khu tự quản sau: